# Colin Davis (pilota automobilistico)
Colin Davis, nome completo Colin Charles Houghton Davis (Londra, 29 luglio 1933 – Città del Capo, 19 dicembre 2012), è stato un pilota automobilistico britannico di Formula 1, figlio del pilota Sammy Davis.
Tra i risultati più importanti ottenuti, la vittoria alla Targa Florio nel 1964 alla guida di una Porsche 904.
È deceduto il 23 dicembre 2012 all'età di 80 anni.

## Risultati in Formula 1
| 1959 | Scuderia            | Vettura    |  |  |  |     |  |  |  |    |  |  |  | Punti | Pos. |
| ---- | ------------------- | ---------- |  |  |  | --- |  |  |  | -- |  |  |  | ----- | ---- |
| 1959 | Scuderia Centro Sud | Cooper T51 |  |  |  | Rit |  |  |  | 11 |  |  |  | 0     |      |

| Legenda | 1º posto     | 2º posto | 3º posto    | A punti         | Senza punti/Non class.  | Grassetto – Pole position Corsivo – Giro più veloce |
| Legenda | Squalificato | Ritirato | Non partito | Non qualificato | Solo prove/Terzo pilota | Grassetto – Pole position Corsivo – Giro più veloce |